# Крайградски пътнически влак
Крайградският пътнически влак (съкратено КПВ) е железопътен влак, обслужващ населението на гъстонаселени райони.
Тези влакове свързват по-голяма (възлова) железопътна гара – обикновено в голям град – с най-близките до него селища. С увеличаването на цените на горивата и оскъпяването на автомобилите крайградските пътнически влакове днес са удобен и достъпен начин за пътуване към големите градове и обратно.
Примери за големи КПВ-мрежи са RER във Франция, S-Bahn в Германия, Metro-North в САЩ, Overground във Великобритания и руските електрички.
|                        |
| Metro-North, Ню Джързи |

|                    |
| Електричка в Русия |

|                                          |
| КПВ клас 423 на германската S-Bahn мрежа |